# 薩迪斯 (密西西比州)
薩迪斯（英語：Sardis）是一個位於美國密西西比州帕諾拉縣的城鎮。根據2010年美國人口普查，該地共人口1,703人，而該地的面積約為5.10平方千米。同時該地也是帕諾拉縣的縣治。

## 地理
薩迪斯的座標為34°26′08″N 89°55′00″W / 34.43556°N 89.91667°W，而該地的平均海拔高度為112米（即367英尺）。